# Ansaldo-San Giorgio (1918)
Ansaldo San Giorgio è stata una società che ha operato nel settore della cantieristica tra il 1918 e il 1927, che gestiva quello che attualmente è lo stabilimento Fincantieri del Muggiano.
Nel 1918 con l'ingresso della famiglia Perrone proprietaria dell'Ansaldo nella gestione di quello che era il cantiere FIAT-San Giorgio, la società assunse la denominazione Ansaldo-S. Giorgio.
Nel 1921 con l'uscita della famiglia Perrone dalla proprietà dell'Ansaldo, la società è passata sotto il controllo di Attilio Odero e nel 1927 con l'acquisizione dallo stabilimento Vickers-Terni, da parte della società Cantieri Navali Odero di Genova, assunse la denominazione Odero-Terni-Orlando.
Nel secondo dopoguerra la denominazione Ansaldo-San Giorgio è stata assunta da un'azienda che ha operato nel settore dell'elettrotecnica della meccanica tra il 1949 e il 1985, anno in cui è stata assorbita in Ansaldo Trasporti.